# Warm Springs
Warm Springs é uma comunidade não incorporada no condado de Deer Lodge, estado de Montana , nos Estados Unidos.  Nesta comunidade fica o Montana State Hospital o único  hospital  psiquiátrico do estado gerido pelo estado do Montana.  O referido hospital foi fundado pelo Territorial Government of Montana em 1877.  As águas termais ficam localizados no campus do hospital. Além do hospital, os únicos serviços existentes na comunidade são um bar, uma loja  de conveniência e uma estação de correios com o código zip de 59756 no campus do hospital. A  pesca de Salmo trutta/truta castanha ou marrom pode ser encontrada a leste de Warm Springs e nas lagos da Warm Springs Wildlife Management Area.